# Marcel de Chalon
Marcel de Chalon, mort sous Marc-Aurèle (en 177 ou 179), fut martyr à Chalon-sur-Saône.

## Éléments biographiques
Pour avoir refusé d'adorer les dieux païens, ce diacre fut condamné par un gouverneur du nom de Priscus à être écartelé en étant attaché à des arbres, flagellé, livré aux flammes et enterré jusqu'à la ceinture dans le champ d'un dieu Bacon, où il agonisa pendant trois jours et mourut le 4 septembre 177. 
Ce diacre fut vénéré et un oratoire fut dressé sur les lieux de son supplice. C'est aujourd'hui l'abbaye Saint-Marcel-lès-Chalon.
Sa fête est célébrée le 4 septembre.